# 荷西·坎塞柯
小何塞·坎塞柯·卡帕斯（José Canseco Capas, Jr.，1964年7月2日—），綽號為藥劑師（The Chemist），生於古巴哈瓦那，前美國職棒大聯盟選手，右投右打，負責外野手與指定打擊。
卡帕斯在1988年球季有42支全壘打及40次盜壘成功，即「40-40」的表現，在當時是美職歷史上首見。然而，之後他在自傳（2005年）中坦承曾經使用同化激素，並指出許多大聯盟球星都有使用類固醇藥劑的習慣，以增強自己在球場的表現，這一事件使他的評價驟降。從職棒退休後，他也從事拳擊與綜合格鬥。

## 早年
他生於哈瓦那附近的自治市雷各拉（Regla）。他的雙胞胎哥哥，歐茲·坎塞柯（Ozzie Canseco）也是前美國職棒大聯盟選手。

## 外部連結
- 何塞·坎塞柯官方網站（页面存档备份，存于）